# Sân bay Almirante Marco A. Zar
Sân bay Almirante Marco Antonio Zar (tiếng Tây Ban Nha: Aeropuerto Almirante Marco Andrés Zar) (IATA: REL, ICAO: SAVT) là một sân bay ở tỉnh Chubut, Argentina, phục vụ các thành phố Trelew và Rawson. Đây là trung tâm chính của LADE, ngoài ra đây cũng là nơi hoạt động của các hãng Aerolíneas Argentinas và LAN Argentina
Sân bay này cách Trelew 7 km và cách Rawson 26 km. Nhà ga rộng 3.500m² và sân đỗ xe cho 128 chiếc xe.
Đơn vị vận hành là London Supply.

## Các hãng hàng không và các điểm đến
- Aerolíneas Argentinas / Austral Líneas Aéreas
  - Buenos Aires / Aeroparque Jorge Newbery AEP
  - El Calafate / Sân bay quốc tế Comandante Armando Tola FTE
  - Ushuaia / Sân bay quốc tế Ushuaia Malvinas Argentinas USH
- LADE
  - Bahia Blanca / Sân bay Comandante Espora BHI
  - Buenos Aires / Aeroparque Jorge Newbery AEP
  - Comodoro Rivadavia / Sân bay quốc tế General Enrique Mosconi CRD
  - Córdoba / Sân bay quốc tế Ingeniero Ambrosio L.V. Taravella COR
  - Mar del Plata / Sân bay quốc tế Brigadier General Bartolomé de la Colina MDQ
  - Necochea / Sân bay Intendente Edgardo Hugo Yelpo NEC
  - Paraná / Sân bay General Justo José de Urquiza PRA
  - San Antonio Oeste / Aeropuerto Antoine de Saint Exupéry OES
  - Viedma / Sân bay Gobernador Edgardo Castello VDM